# Locomotiva FS E.432
La locomotiva elettrica E.432 era una locomotiva a corrente alternata trifase a frequenza ferroviaria (16 ⅔ Hz) delle Ferrovie dello Stato italiane di elevata potenza per servizi viaggiatori veloci.

## Storia
Visti i successi ottenuti con l'esercizio trifase, proseguirono le elettrificazioni e con esse la richiesta di sempre migliori prestazioni. Le E.431 precedenti si erano rivelate deludenti per cui intorno al 1926 il Servizio Materiale e Trazione delle Ferrovie dello Stato mise in cantiere il progetto di una nuova locomotiva. Sotto la direzione di Giuseppe Bianchi si pervenne anche alla decisione di svincolarsi dalla dipendenza dei brevetti stranieri riguardanti i pantografi a stanga, le bielle di accoppiamento e trasmissione motori-ruote, la tipologia di motori e così vennero ordinate alla Ernesto Breda due successive forniture di E.432 per un complesso di 40 unità.
Le E.432 già dal 1929 presero servizio sulle importanti linee Porrettana e del Brennero; in seguito anche sulle linee tra Torino e Genova, verso la val di Susa e sulle litoranee liguri, specie quella di ponente. Furono alla trazione dei più importanti e pesanti treni, rapidi e direttissimi, internazionali, spesso in doppia trazione anche con altri gruppi quali E.431, E.333 o le versioni a ruote piccole come le E.554 sulle salite, ma anche per i locali. Con la conversione a corrente continua delle più importanti direttrici, avvenuta nella prima metà degli anni 1960 vennero concentrate nei depositi locomotive di Savona e Cuneo, ove svolsero l'ultimo decennio di servizi più modesti alla testa dei treni lungo le direttrici Torino-Savona e Torino-Cuneo e diramazioni afferenti.
Alla E.432.008 fu affidato l'ultimo treno trifase, un treno speciale Alessandria-Acqui Terme il 25 maggio 1976 chiudendo un'epoca che, dagli albori dei primi esperimenti, è durata più di tre quarti di secolo, poi l'accantonamento.
L'impossibilità di un loro riutilizzo unitamente ad altre motivazioni fece sì che diverse macchine fossero demolite ancora in stato di efficienza. Due esemplari sono arrivati ai giorni nostri, la E.432.001 conservata in buono stato al Museo nazionale ferroviario di Pietrarsa e la E.432.031, bisognosa di restauro, presso il Museo ferroviario piemontese di Savigliano.

E.432.021 a Limone Piemonte.

## Caratteristiche tecniche

### Parte meccanica
La locomotiva E.432 aveva un rodiggio a 4 assi accoppiati con bielle motrici, a passo rigido non molto elevato, e due assi estremi montati su carrello di tipo italiano per meglio inserirsi nelle curve. Le 4 ruote motrici erano grandi, del diametro di 1.630 mm, mentre quelle dei carrelli erano di diametro 1.110 mm; questo, unito alla elevata potenza continuativa e a velocità elevata ne faceva una locomotiva adatta a servizi viaggiatori veloci e pesanti.
I quattro assi erano accoppiati mediante biella e ricevevano il moto dai due motori di trazione per mezzo di una speciale biella articolata sistema Bianchi. Tutti i cuscinetti nei punti di rotazione erano del tipo a strisciamento, per resistere agli sforzi laterali a cui venivano sottoposti durante l'iscrizione in curva; questi richiedevano una continua manutenzione con uso di olio lubrificante. Il telaio alloggiava i motori di trazione che erano smontabili dall'alto a tutto vantaggio della manutenzione.
Le ruote erano del tipo in uso sulle locomotive a vapore con contrappesi di equilibratura e manovelle a 90°.
Sul telaio rigido era montata la cassa, composta di una cabina centrale con avancorpi alle due estremità di forma differente. In un avancorpo alloggiava il reostato a liquido con relativa pompa e dispositivi di evaporazione.
L'impianto frenante era dotato di freno continuo automatico e freno moderabile con freno a mano.

### Parte elettrica
La parte elettrica era costituita da due motori a corrente alternata trifase dalle dimensioni imponenti, poco inferiori ai due metri di diametro e alle venti tonnellate di peso; ciascuno di essi era dotato di un ventilatore per il raffreddamento ad aria forzata. Il circuito permetteva il collegamento in cascata per l'avviamento e prima velocità a regime di 37,5 km/h e in parallelo per la marcia alle velocità più alte che venivano ottenute per mezzo di commutazione a 12, 8 o 6 poli degli indotti dei motori di trazione; i commutatori erano posti in apposite scatole poste sopra i motori stessi. I collegamenti necessari venivano stabiliti mediante un controller a tamburo, mentre un reostato a liquido (una soluzione sodica) permetteva di limitare la corrente assorbita all'avviamento e regolare la marcia. Il collegamento in cascata, poco usato, venne definitivamente eliminato intorno al 1940. Si constatò infatti che era più pratico avviare i treni alla seconda velocità mediante uso del reostato realizzando minore uso di commutazioni ad alta tensione, fonte sempre di possibili problemi; inoltre il motore collegato in cascata, fungendo da limitatore di corrente del primo, presentava problemi di surriscaldamento.
L'alimentazione di corrente elettrica avveniva per mezzo di due pantografi a doppio strisciante montati sul tetto della cabina, sempre in presa contemporaneamente.

### Comando multiplo
L'indiscusso successo del comando multiplo tipo "Ligure", già sperimentato sulle E.551, E.554, E.333 e E.431, fece prendere in considerazione l'idea di adottarlo come equipaggiamento di normale dotazione su tutte le locomotive trifasi, escludendo solo i tipi più antiquati. In particolare fu disposta la trasformazione di quattro unità del gruppo E.432, che fu però portata a termine solo su un unico esemplare.
Le prime unità prescelte furono le E.432.002 e 030, in scadenza per una revisione ciclica. Su queste due macchine, al pari delle E.431.018 e 036, era stata prevista l'installazione aggiuntiva di un accoppiamento ad alta tensione che, mediante una coppia di prese REC su ciascuna testata, avrebbe permesso l'alimentazione della seconda unità a trolley abbassati, ma l'intervento fu sospeso in attesa dei risultati pratici della coppia di E.431. La 002, il cui ingresso in officina era previsto a gennaio 1961, fu sostituita all'ultimo momento dalla 030 che aveva subito un'avaria, ed entrò in lavorazione successivamente.
Nel frattempo sorsero problemi sindacali con il personale di macchina interessato dalla condotta delle locomotive a comando multiplo, che si trovava costretto all'ispezione di due locomotive invece di una e che temeva un'eventuale futura riduzione dei posti di lavoro. Le FS, venendo a mancare la convenienza economica della trasformazione a comando multiplo e considerando la prevista eliminazione a breve termine della trazione trifase sulle linee del Fréjus e dei Giovi, decisero di sospendere il programma, con la conseguenza che la E.432.002, che nel frattempo era entrata in officina, non venne nemmeno completata.
In definitiva l'unica locomotiva equipaggiata con il comando multiplo tipo "Ligure" fu la E.432.030.

## Modifiche e curiosità
- Adozione del pantografo a doppio strisciante al posto del trolley a stanga utilizzato da tutti gli altri gruppi.
- Modifiche ai puntoni delle bielle articolate a causa di ripetute rotture, realizzate poi, più leggere, in acciaio speciale
- Eliminazione dal 1940 in poi della combinazione in cascata per l'avviamento.
- Durante i primi anni di servizio la cassa era interamente di colore nero (in analogia alle macchine a vapore), poi si passò ai due toni di marrone, detto Castano - Isabella.
- L'abbondante presenza di olio lubrificante sui cuscinetti delle bielle che veniva disperso lungo il binario provocava spesso slittamenti, in partenza dalle stazioni, nonostante l'accoppiamento rigido di tutti gli assi motori
- L'uso intenso del reostato durante le partenze e in salita poteva provocare surriscaldamenti che generavano fumate dal camino di sfiato del liquido di raffreddamento simili a quelle delle locomotive a vapore.
- Come in tutte le locomotive trifase, non esisteva una cabina di alta tensione chiusa e non accessibile; ne risultava che l'ambiente interno era unico, con l'eccezione degli avancorpi.

## Depositi locomotive di assegnazione
- Deposito locomotive di Bologna
- Deposito Locomotive di Bolzano
- Deposito Locomotive di Torino
- Deposito Locomotive di Genova

In seguito concentrate a:
- Deposito Locomotive di Savona
- Deposito Locomotive di Cuneo

Dal 1974:
- Deposito Locomotive di Alessandria

## Esemplari conservati
- E 432.001 Museo Ferroviario Pietrarsa - Napoli. La locomotiva è stata restaurata nell'officina del deposito locomotive di Cuneo tra la fine del 1988 e la prima metà del 1989[4].
- E 432.031 Museo Ferroviario Piemontese Savigliano (CN), in corso di restauro estetico da parte dei volontari del museo (2017).[5]